# Ткачик тонкодзьобий
Тка́чик тонкодзьобий (Ploceus pelzelni) — вид горобцеподібних птахів ткачикових (Ploceidae). Мешкає в Західній і Центральній Африці. Вид названий на честь австрійського орнітолога Августа фон Пельцельна.

## Опис

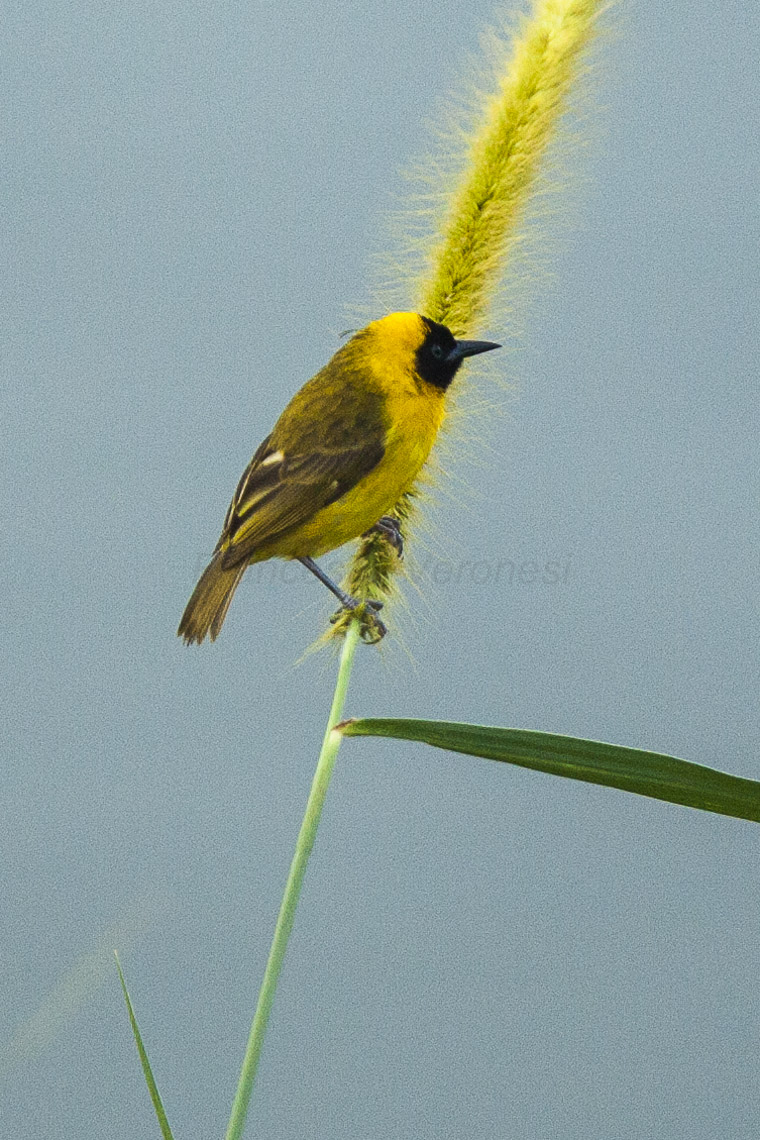
Самець тонкодзьобого ткачика

Довжина птаха становить 11 см, вага 10-16 г. У самців на обличчі чорна "маска", решта голови і нижня частина тіла жовті, верхня частина тіла оливкова, крила коричнювато-оливкові. У самиць "маска" на голові відсутня. Дзьоб чорний, відносно довгий, тонкий, очі карі.

## Підвиди
Виділяють два підвиди:
- P. p. pelzelni (Hartlaub, 1887) — від північного сходу ДР Конго і Уганди до західної Кенії і Танзанії;
- P. p. monacha (Sharpe, 1890) — узбережжя Західної Африки від Кот-д'Івуару до Нігерії, долина річки Конго, окремі популяції від Камеруну до північної Замбії і північної Анголи.

## Поширення і екологія
Тонкодзьобі ткачики мешкають в Сьєрра-Леоне, Кот-д'Івуарі, Гані, Того, Беніні, Нігерії, Камеруні, Габоні, Республіці Конго, Демократичній Республіці Конго, Уганді, Руанді, Бурунді, Кенії, Танзанії, Замбії і Анголі. Вони живуть на болотах і морських узбережжях, в мангрових і тропічних лісах. Живляться переважно комахами. Сезон розмноження триває з травня по жовтень. В кладці 2-3 білих або рожевуватих яйця.